# Pierre couverte de Beaupreau
La pierre couverte de Beaupreau est un dolmen situé à Charcé-Saint-Ellier-sur-Aubance, dans le département français de Maine-et-Loire.

## Protection
L'édifice est classé au titre des monuments historiques en 1889.

## Description
La chambre sépulcrale de l'édifice est précédée d'un portique désormais écroulé et dont la dalle de couverture est en grande partie enterrée. La table de couverture recouvre à la fois la chambre principale (3 m de long sur 2,30 m de large) et une petite chambre ouvrant au sud-est, séparées l'une de l'autre par un petit couloir transversal. Sur sa face intérieure, elle comporte des cupules d'origine naturelle ornées d'une quarantaine de stries, réparties en neuf groupes, «artificielles, parallèles, verticales, polies, analogues en plus petit à celles du dolmen de l’Etiau». Toutes les dalles sont en grès éocène.
Le dolmen a été réutilisé comme abri pour des engins agricoles et le sol de la chambre a été creusé. Deux courtes lames en silex et une hache polie ont cependant pu y être recueillies.
L'édifice est situé à environ 20 m de la Pierre Levée de Beaupreau.